# Zapiasocznaje
Zapiasocznaje (biał. Запясочнае; ros. Запесочное, Zapiesocznoje; pol. hist. Zapiaseczne) – wieś na Białorusi, w obwodzie homelskim, w rejonie lelczyckim, w sielsowiecie Stodolicze, w pobliżu granicy z Ukrainą.

## Historia
W dwudziestoleciu międzywojennym chutor położony w granicach Związku Sowieckiego. Od 1991 w niepodległej Białorusi.